# Gmina Gryfów Śląski
Gmina Gryfów Śląski je polská městsko-vesnická gmina v okrese Lwówek Śląski v Dolnoslezském vojvodství. Sídlem gminy je město Gryfów Śląski. V roce 2020 zde žilo 9 561 obyvatel.
Gmina má rozlohu 66,7 km² a zabírá 9,4 % rozlohy okresu. Skládá se z 7 starostenství.

## Části gminy
Starostenství
Krzewie Wielkie, Młyńsko, Proszówka, Rząsiny, Ubocze, Wieża, Wolbromów